# جون جي ين
جيون جي يون (هانغل: 전지윤) (من مواليد 15 أكتوبر 1990 في سيئول، كوريا الجنوبية) هي مغنية كورية جنوبية، راقصة، ومغني الراب. وهي عضوة في فرقة، فور مينيت، التي شكلتها كيوب إنترتينمنت في عام 2009.

## روابط خارجية
- جون جي ين على موقع IMDb (الإنجليزية)
- جون جي ين على موقع ميوزك برينز (الإنجليزية)
- جون جي ين على موقع ديسكوغز (الإنجليزية)
- جون جي ين على موقع قاعدة بيانات الفيلم (الإنجليزية)